# ジョイフル恵利
ジョイフル恵利（ジョイフルえり）は、ジョイフルまるやま（本社・東京都葛飾区）が運営・展開するレンタルブティック店である。

## 歴史
1982年に株式会社まるやまが婚礼衣装を中心としたレンタルブティック事業「まるやまブライダル館」を埼玉県浦和市（当時）で立ち上げたことが始まり。その後1986年に分社化して「ジョイフルまるやま」が設立された。
現在は全国に振袖店が53店、ブライダル店が12店、スタジオ（記念撮影用の写真を撮影する場所）が13店、を展開しており、ウェディングドレス、振袖、袴など、パーティーや成人式・入学式・卒業式の衣装のレンタル、記念写真事業などを展開している。2023年からは、モデルの林芽亜里とイメージキャラクター契約を結んでいる。振袖TEENSという女性モデルユニットを毎年展開し若い子達に振袖の良さを宣伝している。過去イメージキャラクターだった上戸彩がプロデュースしたウェディングドレスも展開していた。

## イメージキャラクター
- 林芽亜里
- 振袖TEENS[5][6]
- 振袖ねっちゅーぶ（熱中部）[7]

## 過去のイメージキャラクター
- 石原さとみ
- 上戸彩
- 武井咲
- 土屋太鳳